# Zbyněk Hráček
Zbyněk Hráček (IPA: zbɪɲɛk hraːtʃɛk) (* 9. září, 1970, Uherské Hradiště) je český mezinárodní šachový velmistr, mistr České republiky z roku 1994.
Roku 1990 obsadil druhé až třetí místo na juniorském mistrovství Evropy a získal titul mezinárodního mistra. Mezinárodním velmistrem se stal roku 1994. Zvítězil například na turnajích v Pardubicích (1993), v Altensteigu (1995) a v Lippstadtu (2000).
Na vyřazovacím mistrovství světa v šachu roku 1997 v Groningenu se probojoval do druhého kola, kde prohrál s Joëlem Lautierem.
V letech 1990 až 1992 reprezentoval Československo na dvou a v letech 1994 až 2014 Českou republiku na deseti šachových olympiádách. Jenom v roce 1998 se nezúčastnil. Byl členem družstva, které skončilo na šachové olympiádě roku 1990 v Novém Sadu na čtvrtém místě.